# 550 Park Avenue
550 Park Avenue es un edificio de apartamentos de lujo en Park Avenue en el Upper East Side de Manhattan, Nueva York, Estados Unidos.

## Diseño
550 Park Avenue fue diseñado por J. E. R. Carpenter. El edificio de 17 pisos se completó el 11 de diciembre de 1917 y se convirtió en una cooperativa en 1952 con solo 32 apartamentos.